# Israelische Fußballnationalmannschaft (U-19-Junioren)
Die israelische Fußballnationalmannschaft der U-19-und-U-20-Junioren ist die Auswahl israelischer Fußballspieler der Altersklasse U-19 & U-20. Sie repräsentiert die Israel Football Association auf internationaler Ebene, beispielsweise in Freundschaftsspielen gegen die Auswahlmannschaften anderer nationaler Verbände, aber auch bei der seit 2002 in dieser Altersklasse ausgetragenen Europameisterschaft. Die israelische Mannschaft konnte sich bisher zweimal für die Endrunde qualifizieren, schied dort aber bei der ersten Teilnahme nach den Gruppenspielen aus. Siebenmal schied die Mannschaft bereits in der ersten Qualifikationsrunde aus.

## Teilnahme an U-19-Europameisterschaften
- 2002: nicht qualifiziert
- 2003: nicht qualifiziert (in der 2. Runde gescheitert)
- 2004: nicht qualifiziert (in der 2. Runde gescheitert)
- 2005: nicht qualifiziert (in der Eliterunde gescheitert)
- 2006: nicht qualifiziert (in der Eliterunde gescheitert)
- 2007: nicht qualifiziert (in der Eliterunde gescheitert)
- 2008: nicht qualifiziert (in der Eliterunde gescheitert)
- 2009: nicht qualifiziert (als sechstschlechtester Gruppendritter die Eliterunde verpasst)
- 2010: nicht qualifiziert
- 2011: nicht qualifiziert (in der Eliterunde gescheitert)
- 2012: nicht qualifiziert (als bester Gruppendritter die Eliterunde erreicht, dort gescheitert)
- 2013: nicht qualifiziert (als drittschlechtester Gruppendritter die Eliterunde verpasst)
- 2014: Gruppenphase
- 2015: nicht qualifiziert (als zweitschlechtester Gruppendritter die Eliterunde verpasst)
- 2016: nicht qualifiziert (in der Eliterunde gescheitert)
- 2017: nicht qualifiziert (in der Eliterunde gescheitert)
- 2018: nicht qualifiziert
- 2019: nicht qualifiziert (in der Eliterunde gescheitert)
- 2020: abgesagt (als drittbester Gruppendritter die abgesagte Eliterunde verpasst)
- 2022:  Zweiter

| Bilanz     | Bilanz | Bilanz | Bilanz | Bilanz      | Bilanz | Bilanz    | Bilanz       |
| Runde      | Spiele | Siege  | Remis  | Niederlagen | Tore   | Gegentore | Tordifferenz |
| ---------- | ------ | ------ | ------ | ----------- | ------ | --------- | ------------ |
| 1. Runde   | 063    | 33     | 09     | 21          | 115    | 076       | 39           |
| Eliterunde | 039    | 14     | 08     | 17          | 044    | 050       | −6           |
| Endrunde   | 008    | 02     | 01     | 05          | 010    | 017       | −7           |
| Gesamt     | 110    | 49     | 18     | 43          | 169    | 143       | 26           |